# Eberhard Bonitz
Eberhard Bonitz (* 19. Januar 1921 in Dresden; † 16. September 1980 in Lingen (Ems)) war ein deutscher Kirchenmusiker, Orgelsachverständiger und Komponist.

## Leben
Eberhard Bonitz studierte von 1939 bis 1941 am Kirchenmusikalischen Institut der Evangelisch-Lutherischen Landeskirche in Leipzig, unter anderem  bei Johann Nepomuk David und Kurt Thomas. Noch während seines ersten Studienjahres wurde er zum Vertreter von Günther Ramin an der Orgel der Thomaskirche zu Leipzig ernannt, wo er den Thomanerchor bei Aufführungen begleitete. 1941 wurde er Stadtkantor in Naila/Oberfranken. Von 1943 bis zur Bombardierung Dresdens 1945 unterrichtete er Musik an der Annenschule in Dresden. Noch im selben Jahr konvertierte er in Bamberg zum katholischen Glauben. Als Orgelsachverständiger betreute er u. a. die Instandsetzung der großen Orgel der Benediktinerabtei Münsterschwarzach bei Würzburg.
Von 1948 bis 1954 war er Kirchenmusikdirektor, Organist und Chorleiter an der Stiftskirche zu Ellwangen/Jagst und danach Diözesan-Musikdirektor, Organist und Chorleiter an der St. Bonifatiuskirche in Lingen/Ems. In der Diözese Osnabrück war er führender Orgelsachverständiger für alle Orgelrenovierungen. Diesen Aufgaben widmete er sich bis zu seinem Tod nach einer schweren Erkrankung.
Eberhard Bonitz führte mehrfach große Chor- und Orchesterkonzerte in Erlangen durch. Neben seiner umfangreichen Konzerttätigkeit als Organist profilierte sich Eberhard Bonitz auch als Komponist. Sein Werkschaffen umfasst Orgel- und Kammermusik sowie geistliche Chorwerke.
Er setzte sich insbesondere für die Neubearbeitung des Kirchenliedes und der Choralsätze ein. Er ist Autor zahlreicher wissenschaftlicher Schriften über den Orgelbau und über verschiedene Orgeln, an deren Restaurierung er nach dem Zweiten Weltkrieg beteiligt war.

## Werke (Auswahl)
- Herr Christ, der einig Gotts Sohn. Für Orgel. Veröffentlicht in: Neue Musik für Orgel und Positiv. Merseburger, Kassel.